# Järvzoo
Järvzoo (em português:  Jardim zoológico de Järvsö; PRONÚNCIA APROXIMADA iérv-su) é um parque zoológico na localidade de Järvsö, a 15 km a sul da cidade de Ljusdal, na Suécia. Neste parque podem ser vistos os grandes animais da fauna nórdica: o alce, o boi-almiscarado, o urso, o lobo, a raposa-do-ártico, o lince e o glutão.

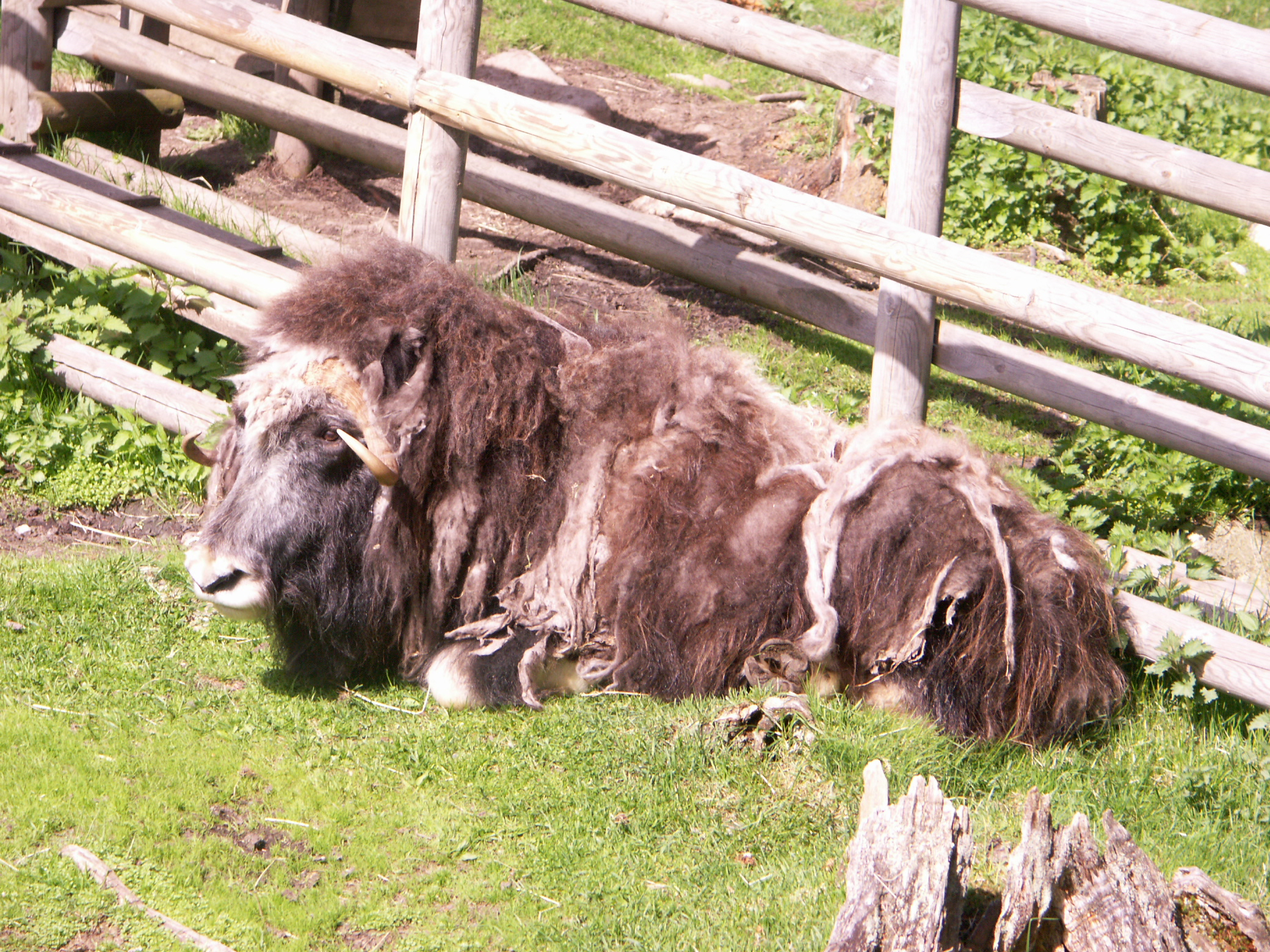
Um boi-almiscarado
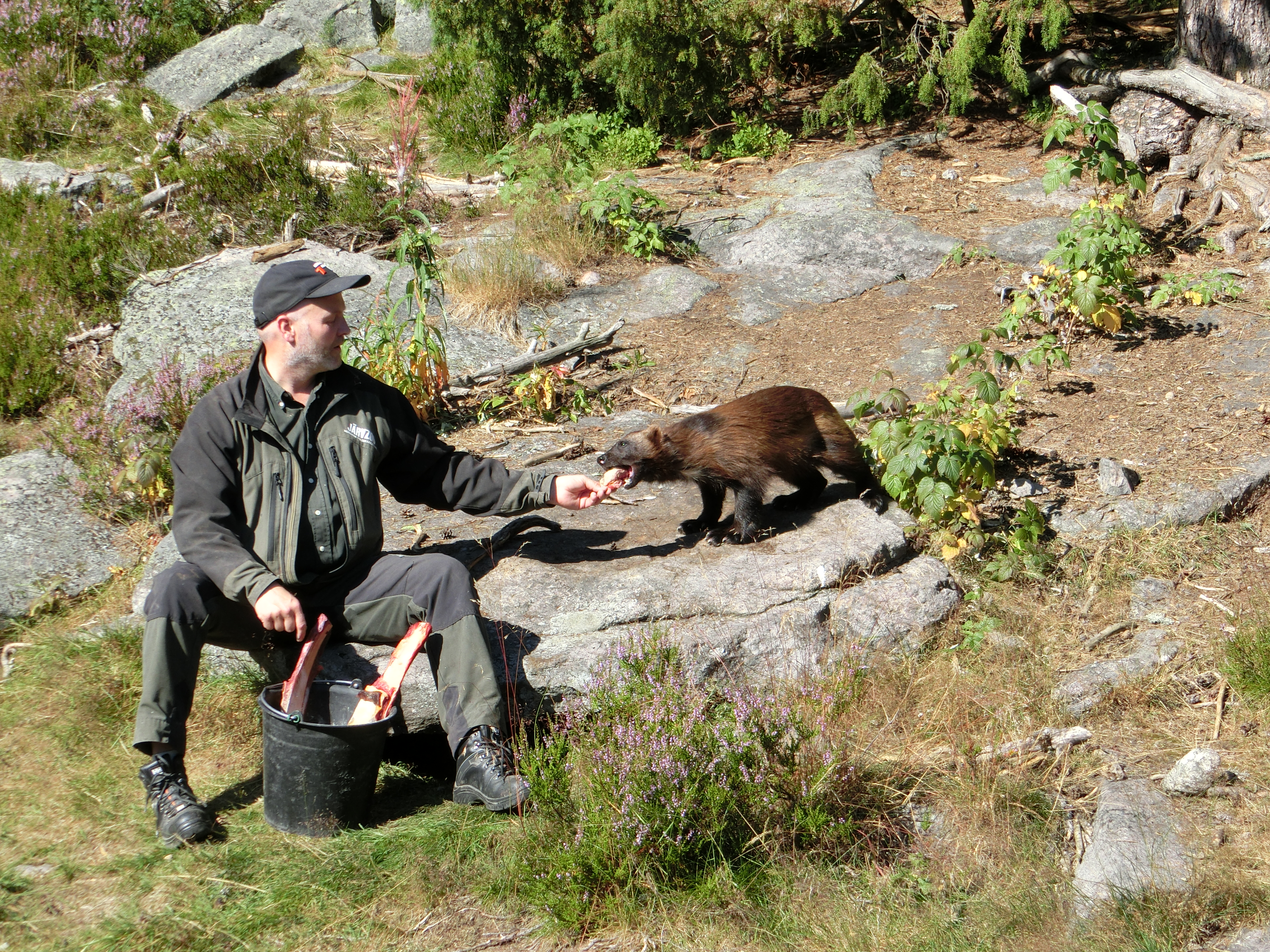
Um tratador alimenta um glutão
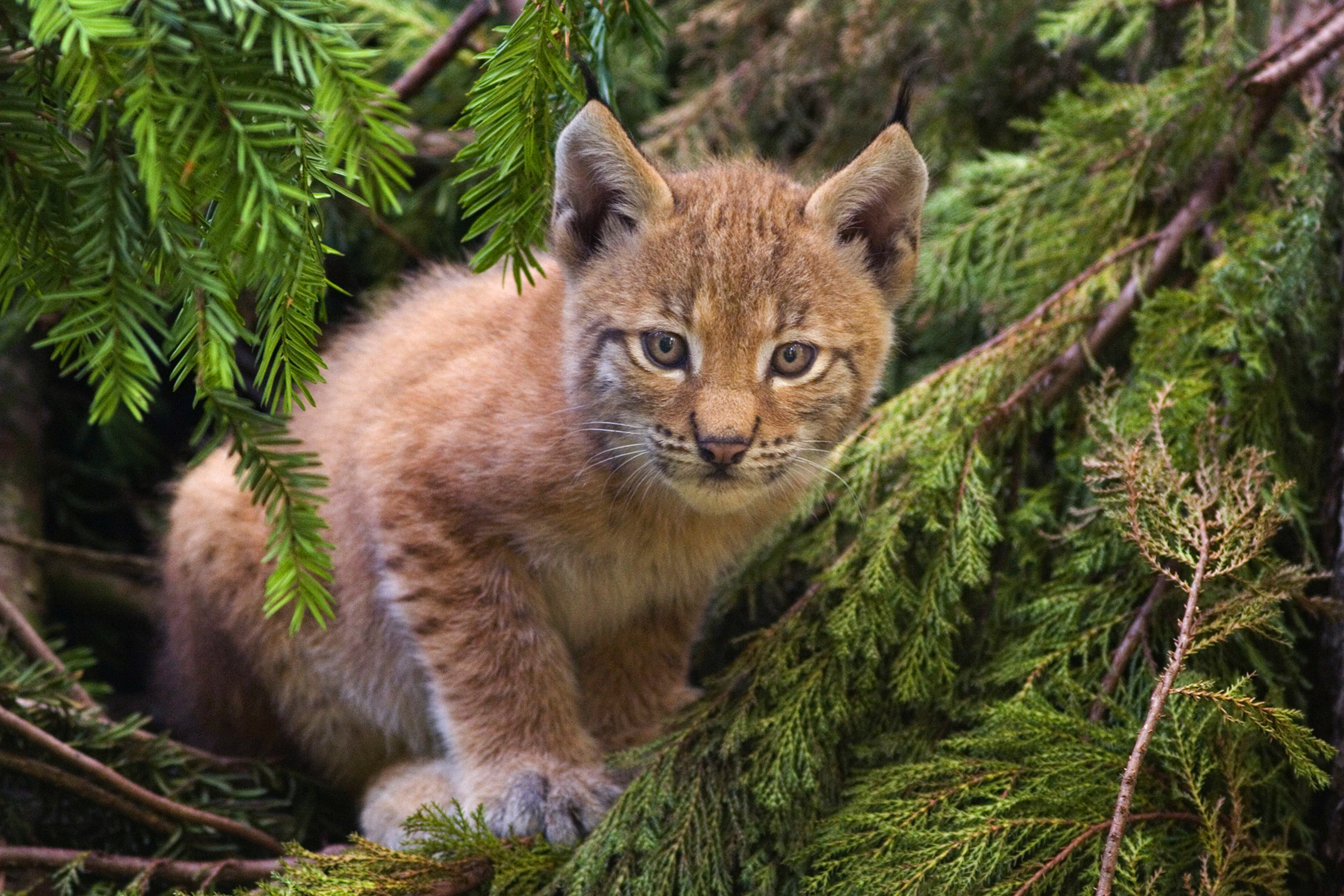
Um lince